# Ectobius supramontes
Ectobius supramontes es una especie de cucaracha del género Ectobius, familia Ectobiidae.

## Distribución
Esta especie se encuentra en Suiza, Italia y Austria.